# Classic Rock Society
Die Classic Rock Society (CRS) ist ein englischer Verein zur Förderung von Classic Rock, Progressive Rock und Folk Rock.
Der Verein wurde 1991 in Rotherham gegründet. Mittlerweile hat er Mitglieder auf der ganzen Welt.
Der Verein unterhält nicht nur Beziehungen zu Rockgrößen wie Yes, Emerson, Lake & Palmer, Fish, Marillion und The Flower Kings, sondern fördert intensiv junge Nachwuchsbands. Aussichtsreichen neuen Musikern wird die Möglichkeit gegeben auf zahlreichen Konzerten zusammen mit bekannten Bands vor großem Publikum aufzutreten.
Die CRS publiziert auch ein Hochglanzmagazin, welches quartalsweise an alle Mitglieder verteilt wird.

## BOTY Awards
Jedes Jahr im Dezember verleiht die CRS die Best Of The Year Awards (BOTY) im Rahmen eines Konzertes in Rotherham. Die Preisübergabe erfolgt jeweils durch bekannte Rockveteranen, wie z. B. Fish, Carl Palmer (Emerson, Lake and Palmer) oder John Helliwell (Supertramp).